# 田部文一郎
田部 文一郎（たなべ ぶんいちろう、1907年（明治40年）9月5日 - 2002年（平成14年）2月7日）は、日本の実業家。三菱商事社長・会長、日本商工会議所副会頭。

## 来歴・人物
広島県広島市出身。名前は文一郎だが男六人兄弟の四番目。一郎・二郎・三郎の繰り返しで文一郎となった。実家は中級の燃料商で、当時から広島ガスや三菱商事などとも石炭で取引があった。両親はサラリーマンが嫌いで息子はみな商売人となるよう教育した。父親はさほど仕事に熱心でなく、よく仕事を休んでいたという。広島市立本川小学校6年の頃から集金をやらされたが子供の集金に取引先はお金を払わず。子供ながら絶対商売人にはなりたくないと強く願い、他の男兄弟はみな商業学校に行った中で一人だけ広島県立一中（現・広島国泰寺高校）へ進学した。
当時の広島一中は江田島が近いため、海軍兵学校へ行く者、陸軍幼年学校へ行く者を育てるための軍人養成学校のようなスパルタ教育校だった。両親には商人になれと迫られ、どうしても商売をしなければならないなら、と1924年（大正13年）東京商科大学（現・一橋大学）予科へ進学し上京。5学年上となる高橋朝次郎と小学校から大学までの経歴が同じ。関東大震災の翌年で東京は焼け野原だった。1930年（昭和5年）卒業後、海外勤務を希望し三菱商事を受験。世界的な就職難の時代、縁故と陸上部に所属していながら成績がよいという理由で三菱商事に入社出来た。営業を希望し機械部勤務。この頃から「将来は社長になる」とまわりに吹いた。入社半年で第一次世界大戦に負けたドイツが戦勝国・日本に払う「対独賠償債権」の請求を担当。猛勉強して大蔵省の役人を前に為替変動の仕組みを講義した。台湾・高雄支店、大阪機械支店の後、1938年（昭和13年）ニューヨーク支店に転勤。当時日本からアメリカへの機械輸出は0で、この頃不況だったアメリカの鉱山地帯をまわり、採掘機械を大量に安く買い付け、満州関係の業者に売ったり、日産自動車の浅原源七や山本惣治に頼まれ、自動車製造技習得のため工場案内や、アメリカの技術者の日本派遣の手引きなどをする。当時はトヨタ自動車もようやく車の製造を開始した頃だった。また同様に八幡製鐵所などの製鉄技術者の案内や製造機械の日本輸出などを行った。他の機械担当者は実際のビジネスを外人まかせにする事が多かったが、田部はアメリカの大企業のトップと直接交渉した。
1940年（昭和15年）、日本の外国への侵略が始まりニューヨークの日本人への治安が悪化。ニューヨーク支店最後の5人に残ったため、1941年（昭和16年）12月の真珠湾攻撃で日本に帰れなくなりロングアイランド・エリス島の強制収容所に送られる。5ヶ月間収容所生活後、捕虜交換船で帰国。帰国を希望せず終戦まで収容所に残った者もいた。帰国後会社に復帰し陸軍省、海軍省の連絡係・南方課に勤務。1945年（昭和20年）戦況の悪化で、不足する操縦者を必要としない、ロケット弾開発のための陸海共同工場建設に伴い満州勤務の辞令が下る。東京は空襲を受けたため、妻子を広島に疎開させようとしたが、子供に泣きつかれ家族で満州に渡る。広島の実家は爆心地から至近距離にありペシャンコになった。この事も大きな運命の分かれ道となった。同年8月9日、ソ連が不可侵条約を破棄し北満州・朝鮮・樺太などの国境を越え進攻。関東軍は逃げ出し、残った将校が一般市民に武装蜂起を呼びかけるなど混乱の中終戦を迎えた。終戦後立場の逆転した満州人暴徒の略奪、ソ連兵の横暴、中国内戦と銃弾の飛び交う中、家族と満州各地を転々。零下30度の満州の冬を耐え死と隣り合わせの日々を送る。終戦から1年以上経過した翌1946年（昭和21年）秋ようやく帰国。満州にいた日本人は行方不明人とされ、みな死んだと思われていた。郷里広島の両親・兄弟の大半は原爆で亡くした。
程なく会社に復帰。GHQの生活に必要な機械・備品などを請け負い大きな業績を上げた。1947年（昭和22年）、財閥解体で機械課の部下約100人を束ね新会社「新日本通商」を設立。まだ40歳のため社長をかつての上司に頼み専務となった。ニューヨークに勤務した経験を活かし、かつてのアメリカの取引先と日本への機械輸出の代理権契約に次々に成功。八幡製鐵所戸畑工場に設備する機械は当時の価格で1000万ドルの物もあった。契約成立の時は足が震えたという。新日本通商も大きく飛躍したが、これらの契約は後の三菱商事大合同後も続き、同社の発展に大きく貢献した。1950年（昭和25年）朝鮮動乱による特需でさらに会社も膨張。1952年（昭和27年）には四社を合併し「東西交易」を設立した。
1954年（昭和29年）、旧三菱商事、不二商事、東京貿易と田部の東西交易で三菱商事大合同を行う。高垣勝次郎が社長に就任。この時合併に参加しなかった会社もある。大合同で前の会社で常務以上だった者はみな取締役となったが、田部は取締役を外された。この悔しさから実力を認めさせてやると猛烈に働く。輸出を扱う機械第三部長としてタンカー受注の扱いを三菱重工業から奪うなど、会社の売上げの半分を占め高い実績を挙げた。
1957年（昭和32年）米国三菱商事社長。アメリカ各地、その他メキシコ・キューバ、コロンビアなどに支店を拡げる。当時日本の銀行は金詰りだったためチェイス・マンハッタン銀行などのトップと直接交渉しアメリカの銀行から直に資金を調達。穀類や機械などを日本に輸出した。この頃、三井物産も合併し規模では三菱商事を抜いたが、三菱商事本店は、米国三菱に資金援助を受け三井物産を追い抜いたともいわれた。また当時アメリカでは日本車は、まだまったく売れない時代。米国三菱は日産車の販売も行ったが、トヨタと共に粘り腰でアメリカでの認知に尽力。その他各方面で業務拡大を図り通常2年の交代のところ田部のアメリカ滞在は7年に及んだ。1960年（昭和35年）、最年少で常務取締役、1969年（昭和44年）専務、1971年（昭和46年）副社長を経て1974年（昭和49年）念願の三菱商事社長に就任。
低成長時代の対応に就任間もなく、経済に対する危機感をいち早く深め「非常事態宣言」なるものを出し社内に徹底させた。当時は第一次オイルショックで物価が暴騰し、商社性悪説が蔓延。また、また韓国地下鉄の国際入札の斡旋をしたと国会で尋問された。1975年（昭和50年）秋には、これまでタブーとされていた武器輸出の検討を提唱、時の人になった。これがきっかけで、通商産業省は「準武器」輸出は認める方針を打ち出したが、野党の反発などで次第に政治論争の色彩を帯びた。ところが1976年（昭和51年）に入ってロッキード事件が起こり、こうした論争は吹き飛ばされた。さらに高度成長期の限度を越える土地投機や事業拡大がオイルショックで一気に不況。多大な融資を行っていた永大産業や興人、丸紅と共同で手掛けていたVANジャケットなどが相次ぎ倒産。不良債権は2000億円に上るといわれたが、これの後始末に辣腕ぶりを発揮し「将来に悪い債権は絶対に残すまい」と在任中に償却、整理した。1980年（昭和55年）会長、1986年（昭和61年）相談役、1998年（平成10年）特別顧問に退いた。
また日本商工会議所副会頭、輸入会議会長、三菱財団理事長、社団法人如水会理事長など多数の役職を兼務した。戦後日本の高度経済成長の一翼を担った経済人の一人である。1984年（昭和59年）に発売した自著「幾山河」はベストセラーとなった。
1970年（昭和45年）、輸出振興の功により総理大臣表彰、1971年（昭和46年）藍綬褒章、1982年（昭和57年）勲一等瑞宝章受章。2002年（平成14年）94歳で死去。

## 著書
- 『幾山河』 実業之日本社、1984年